# Comment être double
Comment être double (titre original: How to Be Both) est un roman de Ali Smith publié en 2017 au France chez l'éditeur Éditions de l’Olivier et traduit par Laetitia Devaux.
Le roman a été sélectionné pour le Prix Booker 2014, et le Prix Folio 2015. Il a remporté le Goldsmiths Prize 2014, le Prix Costa 2014 et le Women's Prize for Fiction 2015,.

## Résumé
Comment être double n'est pas un récit à choix multiples, mais l'ordre des textes repose sur une part de hasard. Le livre présente deux histoires interconnectées. Il y a une adolescente nommée George, dont la mère (Dr Carol Martineau, économiste, journaliste et guérillero d'Internet – selon sa nécrologie), vient de mourir et qui peine à donner un sens à sa vie avec son jeune frère Henry et son père émotionnellement déconnecté. Et puis il y a un artiste italien de la Renaissance, Francesco del Cossa, personnage à l'origine d'une série de fresques saisissantes au Palazzo Schifanoia de Ferrare, en Italie. George se passionne par Francesco et se rend fréquemment à Londres pour admirer son portrait de saint Vincent Ferrier.
Selon l'exemplaire que le lecteur choisit, il découvre d'abord l'histoire de George ou celle de Francesco. Les deux récits s'entremêlent.